# Tomopterus brevicornis
Tomopterus brevicornis är en skalbaggsart som beskrevs av Giesbert 1996. Tomopterus brevicornis ingår i släktet Tomopterus och familjen långhorningar.
Artens utbredningsområde är:
- Costa Rica.
- Panama.

Inga underarter finns listade i Catalogue of Life.